# 岩手医科大学
岩手医科大学（いわていかだいがく、英語: Iwate Medical University）は、岩手県紫波郡矢巾町医大通一丁目1番1号に本部を置く日本の私立大学。1897年創立、1947年大学設置。

## 概観

### 大学全体

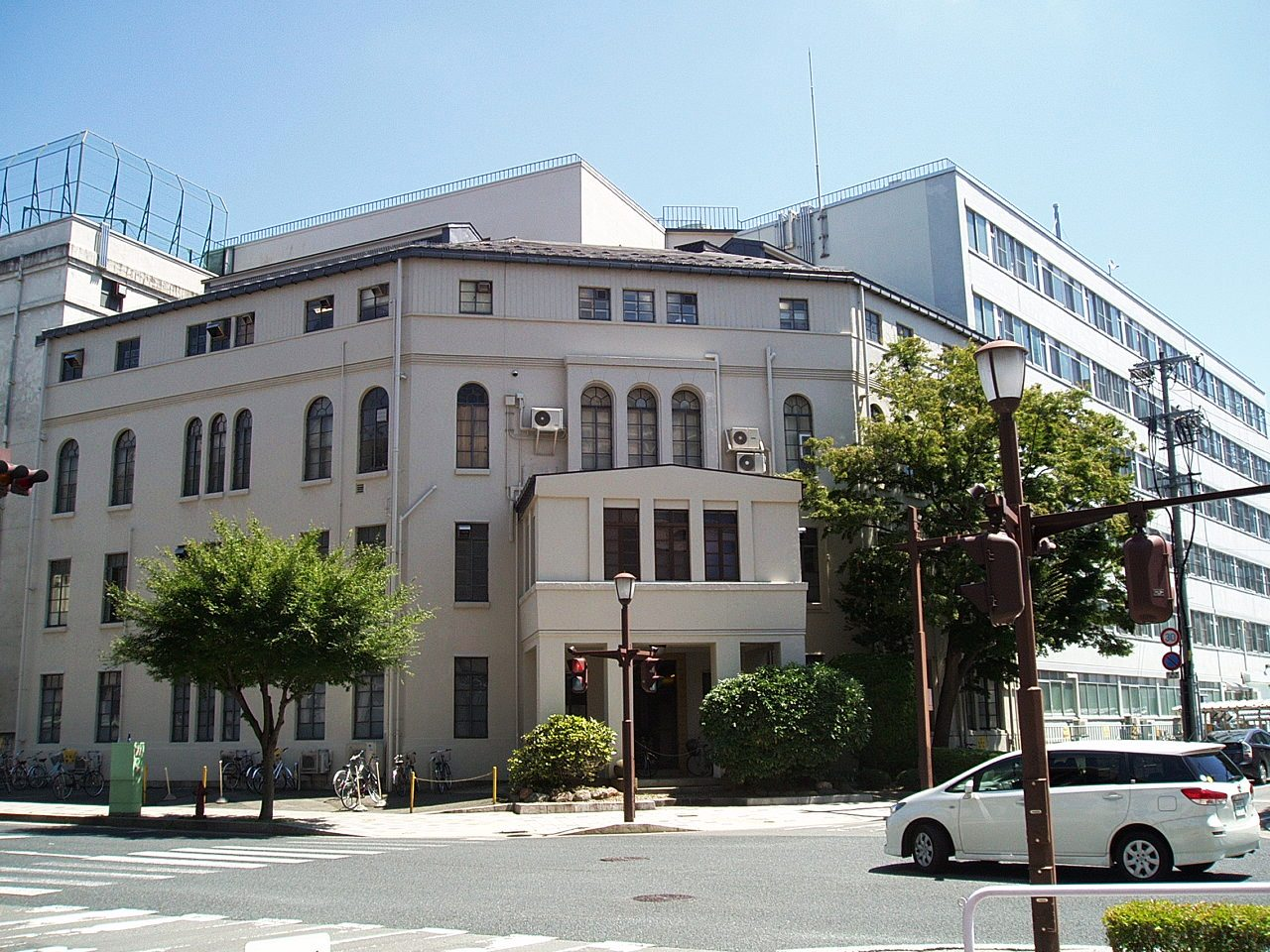
内丸キャンパス

1947年に岩手医療専門学校から改称し、1951年に学校法人を設立した。医学部、歯学部、薬学部、看護学部を設置している。
2007年に矢巾キャンパスを新設して附属病院などが移転した。内丸キャンパスの附属病院は内丸メディカルセンターとして存続する。

## 沿革

### 略歴
1897年（明治30年）に三田俊次郎が開設した私立岩手病院を源流とする。1900年（明治33年）に盛岡医会堂内で医学講習所が付設され、1901年（明治34年）に私立岩手医学校を開校するが、1912年（明治45年）に医育制度改革で廃校する。1928年（昭和3年）2月に岩手医学専門学校が開設され、のちに岩手医科大学となる。
大学附属病院として、矢巾町内に岩手医科大学附属病院、盛岡市内に附属PET・リニアック先端医療センター、内丸メディカルセンターなどがある。1980年（昭和55年）11月に岩手県と共同で岩手県高次救急センターを開設し、岩手県の高次救急医療を担う。
2007年（平成19年）に薬学部、2017年（平成29年）に看護学部、それぞれを設置し、医、歯、薬、看護の4学部を同一キャンパスに置く、日本で初めての大学となった。
2007年（平成19年）以後、段階的に矢巾町へ移転した。盛岡市内に内丸メディカルセンターとして病院機能の一部を残した。2019年（令和元年）に大学と附属病院の移転を完了した。
2018年4月入学の入試から医学部地域枠の収容定員の増加が認可され、地域枠特別推薦入学試験を実施している。

### 年表
- 1897年（明治30年）4月20日 - 私立岩手病院開設。医学講習所、産婆看護婦養成所を併設
- 1900年（明治33年） - 医学講習所を移設（盛岡医会堂内）
- 1901年（明治34年） - 私立岩手医学校設立認可、設立
- 1912年（明治45年） - 私立岩手医学校閉校
- 1926年（大正15年） - 岩手病院診療棟竣工
- 1928年（昭和3年） - 財団法人岩手医学専門学校設立認可
- 1947年（昭和22年）6月18日 - 財団法人岩手医科大学に組織変更
- 1948年（昭和23年） - 岩手医科大学医学部医学科開設
- 1951年（昭和26年） - 学校法人岩手医科大学に組織変更
- 1952年（昭和27年） - 新制岩手医科大学発足
- 1955年（昭和30年） - 進学課程の一般教育を日本大学三島教養部で開始
- 1960年（昭和35年） - 大学院医学研究科設置（博士課程）
- 1965年（昭和40年） - 歯学部・教養部開設
- 1966年（昭和41年） - 岩手歯科技工士学校開設（現：岩手医科大学医療専門学校歯科技工学科）。進学課程設置に伴い、委託教育終了
- 1967年（昭和42年） - 歯学部附属病院開院
- 1970年（昭和45年） - 医学部附属病院外来診療棟、病棟、臨床講堂竣工
- 1972年（昭和47年） - 記念図書館竣工
- 1976年（昭和51年） - 岩手歯科技工士学校を岩手歯科技工専門学校に名称変更
- 1980年（昭和55年） - 岩手県と共同で高次救命救急センター開設（現・岩手県高度救命救急センター）
- 1983年（昭和58年） - 大学院歯学研究科開設（博士課程）
- 1990年（平成2年） - 社団法人日本アイソトープ協会と共同で陽電子核医学研究施設サイクロトロンセンターを開設
- 1993年（平成5年） - 国立花巻温泉病院（花巻市）を引き継ぎ、附属花巻温泉病院開設[5]
- 1994年（平成6年） - 附属病院に特定機能病院の承認
- 1997年（平成9年） - 創立60周年記念館、附属循環器医療センター開設
- 1999年（平成11年） - 私立大学ハイテク・リサーチ・センター整備事業選定
- 2001年（平成13年） - 岩手県高次救命救急センター　高度救命救急センターへ昇格
- 2004年（平成16年） - 岩手県より岩手県立衛生学院を移管し、岩手医科大学歯科衛生専門学校へ。岩手歯科技工専門学校を岩手医科大学歯科技工専門学校へ名称変更。大学院医学研究科設置（修士課程）
- 2005年（平成17年） - 岩手医科大学附属病院に歯科医療センターを開設（歯学部附属病院を統合）
- 2006年（平成18年） - 薬学部設置認可
- 2007年（平成19年） - 矢巾キャンパス竣工。薬学部・共通教育センター開設
- 2009年（平成21年） - 岩手医科大学附属病院に循環器医療センターを開設（附属循環器医療センターを統合）
- 2010年（平成22年） - 超高磁場MRI研究所開設。附属PET・リニアック先端医療センター開設
- 2011年（平成23年） - 医学部・歯学部基礎講座統合・移転。共同研究部門移転・医歯薬総合研究所へ改組。矢巾キャンパス第二次事業竣工。歯科技工専門学校と歯科衛生専門学校を統合し岩手医科大学医療専門学校へ改組
- 2012年（平成24年） - 矢巾キャンパスに附属病院ドクターヘリ基地ヘリポート竣工。大学院薬学研究科設置（博士課程・修士課程）
- 2013年（平成25年） - 矢巾キャンパスに災害時地域医療支援教育センター・マルチメディア教育研究棟竣工
- 2014年（平成26年） - 共通教育センターを改組し、全学教育推進機構を開設。その教育・研究組織として教養教育センターを設置
- 2016年（平成28年） - 学校法人岩手女子奨学会から移管を受け、岩手看護短期大学を設置。看護学部設置認可。矢巾キャンパスにエネルギーセンター竣工。岩手医科大学病院にPET・リニアック先端医療センター設置（附属PET・リニアック先端医療センターを統合）
- 2017年（平成29年） - 看護学部開設
- 2019年（平成31年）3月31日 - 附属花巻温泉病院を閉院[5]
- 2019年（令和元年）9月21日 - 岩手医科大学附属病院（矢巾町、病床数1000床）を移転して開院[3][6][7]。盛岡市内の旧附属病院は、救急受け入れと緊急手術を9月19日に停止して外来は9月20日で休診[8]。付属病院の一部を内丸キャンパスで内丸メディカルセンターとする。

## 基礎データ

### 所在地
- 矢巾キャンパス（岩手県紫波郡矢巾町）
- 内丸キャンパス（岩手県盛岡市）

## 教育および研究

### 組織

#### 学部
- 医学部
  - 医学科
- 歯学部
  - 歯学科
- 薬学部
  - 薬学科
- 看護学部
  - 看護学科

#### 大学院
- 医学研究科
  - 医科学専攻＜修士課程＞
  - 生理系専攻＜博士課程＞
  - 病理系専攻＜博士課程＞
  - 社会医学系専攻＜博士課程＞
  - 内科系専攻＜博士課程＞
  - 外科系専攻＜博士課程＞
- 歯学研究科
  - 歯学専攻＜博士課程＞
- 薬学研究科
  - 薬科学専攻＜修士課程＞
  - 医療薬学専攻＜博士課程＞

## 大学関係者と組織

### 理事長
| 代 | 氏名       | 就任                      | 退任                      | 備考  |
| -- | ---------- | ------------------------- | ------------------------- | ----- |
| 1  | 三田俊次郎 | 1928年（昭和3年）2月14日  | 1942年（昭和17年）9月13日 | [ 9 ] |
| 2  | 三田定則   | 1942年（昭和17年）9月17日 | 1950年（昭和25年）2月6日  | [ 9 ] |
| 3  | 三田俊定   | 1950年（昭和25年）2月13日 | 1955年（昭和30年）6月25日 | [ 9 ] |
| 4  | 熊谷岱蔵   | 1955年（昭和30年）6月25日 | 1957年（昭和32年）5月12日 | [ 9 ] |
| 5  | 篠田糺     | 1957年（昭和32年）5月13日 | 1982年（昭和57年）2月25日 | [ 9 ] |
| 6  | 三田俊定   | 1982年（昭和57年）2月26日 | 1990年（平成2年）5月28日  | [ 9 ] |
| 7  | 大堀勉     | 1990年（平成2年）5月29日  | 2012年（平成24年）2月26日 | [ 9 ] |
| 8  | 小川彰     | 2012年（平成24年）2月27日 | 2024年（令和6年）3月3日   | [ 9 ] |
| 9  | 祖父江憲治 | 2024年（令和6年）3月13日  |                           |       |

### 医専校長
| 代 | 氏名       | 就任                     | 退任                      | 備考  |
| -- | ---------- | ------------------------ | ------------------------- | ----- |
| 1  | 三田俊次郎 | 1928年（昭和3年）2月14日 | 1942年（昭和17年）3月31日 | [ 9 ] |
| 2  | 三田定則   | 1942年（昭和17年）4月1日 | 1950年（昭和25年）2月6日  | [ 9 ] |
| 3  | 藤田俊彦   | 1950年（昭和25年）2月6日 | 1952年（昭和27年）3月31日 | [ 9 ] |

### 予科長
| 代 | 氏名     | 就任                      | 退任                      | 備考  |
| -- | -------- | ------------------------- | ------------------------- | ----- |
| 1  | 三田定則 | 1947年（昭和22年）2月14日 | 1950年（昭和25年）2月6日  | [ 9 ] |
| 2  | 藤田俊彦 | 1950年（昭和25年）2月27日 | 1951年（昭和26年）3月13日 | [ 9 ] |

### 学長
| 代           | 氏名       | 就任                      | 退任                      | 備考  |
| ------------ | ---------- | ------------------------- | ------------------------- | ----- |
| 1            | 三田定則   | 1947年（昭和22年）6月18日 | 1950年（昭和25年）2月6日  | [ 9 ] |
| 2            | 藤田俊彦   | 1950年（昭和25年）2月6日  | 1955年（昭和30年）5月30日 | [ 9 ] |
| 3            | 熊谷岱蔵   | 1955年（昭和30年）5月30日 | 1956年（昭和31年）4月1日  | [ 9 ] |
| 4            | 篠田糺     | 1956年（昭和31年）4月1日  | 1974年（昭和49年）7月12日 | [ 9 ] |
| 5            | 三田俊定   | 1974年（昭和49年）7月13日 | 1982年（昭和57年）3月31日 | [ 9 ] |
| 6            | 小原喜重郎 | 1982年（昭和57年）4月1日  | 1987年（昭和62年）10月9日 | [ 9 ] |
| 学長職務代理 | 大堀勉     | 1987年（昭和62年）6月23日 | 1987年（昭和63年）1月28日 | [ 9 ] |
| 7            | 大堀勉     | 1987年（昭和63年）1月29日 | 1996年（平成8年）1月28日  | [ 9 ] |
| 8            | 小川彰     | 1996年（平成8年）1月29日  | 2005年（平成16年）1月29日 | [ 9 ] |
| 9            | 佐藤俊一   | 2004年（平成16年）1月29日 | 2008年（平成20年）1月28日 | [ 9 ] |
| 10           | 小川彰     | 2008年（平成20年）1月29日 | 2016年（平成28年）3月31日 | [ 9 ] |
| 11           | 祖父江憲治 | 2018年（平成28年）4月1日  | 2024年（令和6年）3月31日  | [ 9 ] |
| 12           | 小笠原邦昭 | 2024年（令和6年）4月1日   |                           |       |

### 大学関係者一覧
- 岩手医科大学の人物一覧

## 対外関係

### 他大学との協定
- 2013年5月 - 東北大学と東北メディカル・メガバンク計画に関する協定を締結。

## 社会との関わり

### 不祥事
- 2018年7月 - 2018年に発覚した医学部不正入試問題 - 2018年12月8日、医学部で不適切な入試を行っていたことを公表した[10]。編入試験において、同大歯学部出身の受験生3人を優遇していたほか、2018年度の一般入試の追加合格を決定する際、1人の受験生を優先的に合格させていた[10]。

- 2020年2月5日 - 公益財団法人大学基準協会は「入学者選抜の方法には明らかに問題がある」と判断し、問題発覚後に審査をやり直し2013年から17年度に「適合」としていた評価を変更し「不適合」にしたと発表した。大学が「不適合」の場合は、教育プログラムの開発に関する国の補助金を申請できなくなる[11]。